# 轉車盤

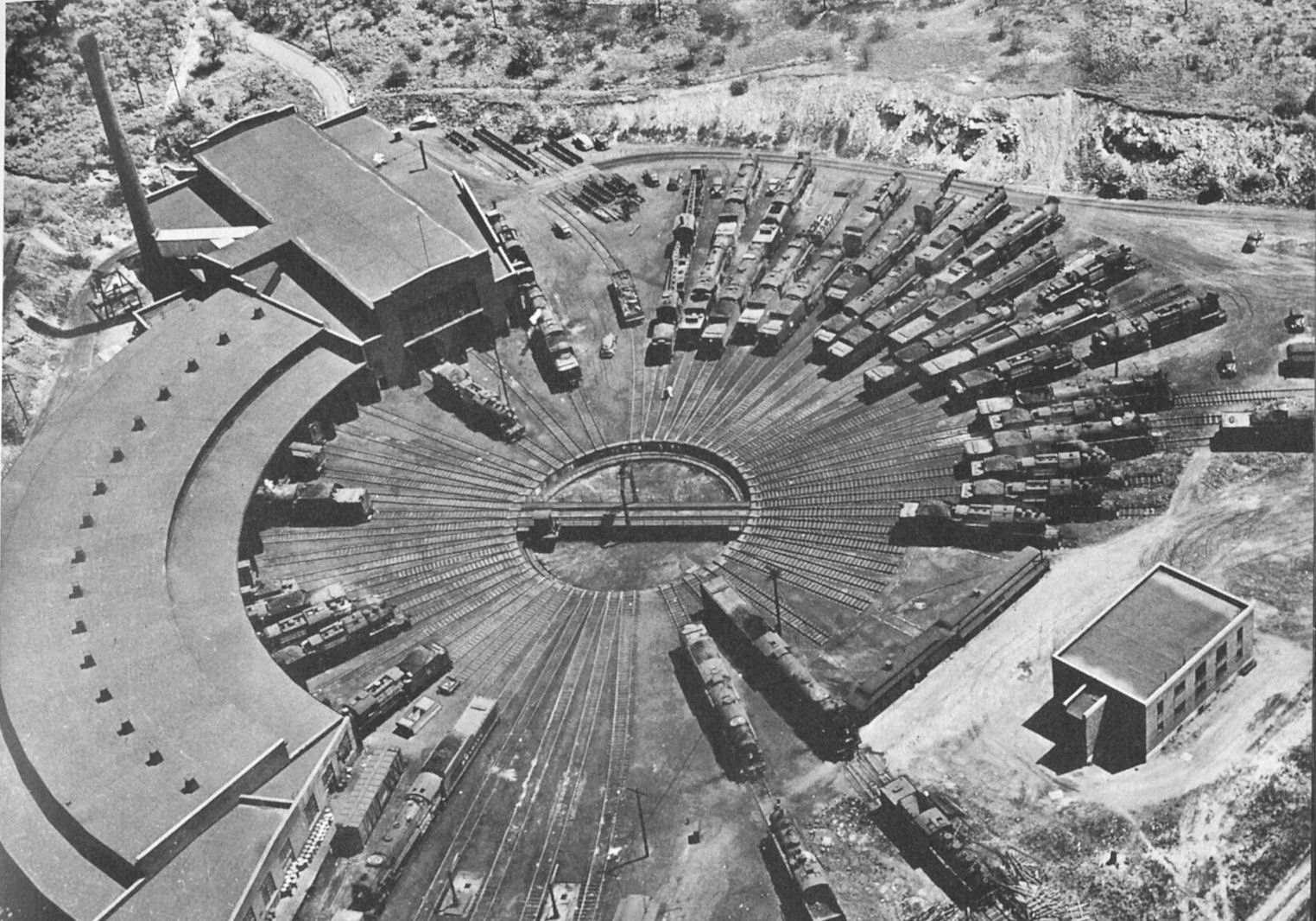
美國紐澤西中央鐵路的轉車盤及扇形車庫（1961年攝）

轉車盤，又稱轉車台，是供車輛轉換方向的機械裝置。

## 概要
蒸汽機車及柴油機車等鐵路車輛，由於駕駛台僅設在一邊，為了方便不同方向行駛，車輛需進入轉車盤轉換方向。因此轉車盤通常設於調車場、機廠及一些終點站。
鐵路用的轉車盤為圓形，設有一根鋼樑，上面鋪有鐵軌，鋼樑底下中央有軸心，邊緣有鋼輪，地面鋪有圓形鋼軌，以降低阻力便於轉動。轉車盤可由人力推動，或是由電動機帶動。
除了鐵路以外，一部份場地狹窄的巴士總站也設有轉車盤以方便巴士轉向，另外一些停車場及汽車渡輪亦設有轉車盤供汽車轉向。

## 另見
- 扇形車庫
- 三角線
- 燈泡線